# Love Commandos
Love Commandos — индийская добровольная некоммерческая организация, помогающая влюблённым парам избежать преследования и «убийств чести». Организация предоставляет жильё, юридическую помощь и защиту тем влюблённым, кто желает вступить в брак по взаимному согласию и любви, однако подвергается преследованию со стороны общества или недовольных родственников.

## Обзор
В Индии большинство браков организованы родителями с потенциальными партнерами по браку на основе касты, цвета кожи, гороскопа и т. д. — вопрос любви рассматривается редко. Любовь через барьеры касты, религии и экономического класса может быть проблематичной, что приводит к насилию, а иногда и к убийству. Известно, что полиция отказывается от защиты таких пар, иногда даже с родителями арестовывая любовников-мужчин за ложные обвинения в изнасиловании.
«Коммандос любви» состоит из журналистов, бизнесменов, юристов и правозащитников. Они управляют секретными приютами для пар, где те могут остаться, пока не обретут финансовую независимость. Они также помогают заинтересованным парам зарегистрировать свой брак.